# 結婚は人生の墓場
結婚は人生の墓場（けっこんはじんせいのはかば）は、結婚に関する慣用句。一般的には、「結婚することで配偶者以外の異性と深い関わりを持てなくなることや、今まで自分一人で使えていたお金を自由に使えなくなることなどを死にたとえて、結婚は人生を終わらせ墓場に入るも同然」という意味に解釈される。

## 類似の表現
この言葉の起源は定かではない。北欧やドイツのことわざには、よく似た表現がある。例えば、ドイツ語の「Ehestand, Wehestand」という表現は、おおむね「結婚は人生の墓場」と同義に解釈される。
『朝日新聞の用語の手引』（1997年版）は、「結婚は人生の墓場」は「結婚は恋愛の墓場」の誤用と説明したものの、出典は明かされていない。この「結婚は恋愛の墓場」に類似したものとして、英語では「Marriage is the tomb of love」という言葉があり、起源はロシアのことわざ、ジャコモ・カサノヴァの言葉などと様々に説明される。
イングランドの作家マーガレット・キャヴェンディッシュの著作『戯曲集』（1662年）に掲載された『Nature's Three Daughters, Beauty, Love and Wit』の中には、「結婚は知恵の墓場」（marriage is the grave or tomb of Wit）という言葉がある。ここでは、結婚という営みの困難さを強調する表現として使われた。
フランスの女権論者オランプ・ド・グージュが発表した『女権宣言』（1791年）のあとがきには、「結婚は信頼と愛の墓場である」（フランス語: Le mariage est le tombeau de la confiance & de l’amour.）という言葉がある。ここでは、既婚女性に対しての未婚女性の権利の弱さを指摘する表現として使われた。